# Paronellides
Genre
Paronellides est un genre de collemboles de la famille des Entomobryidae.

## Distribution
Les espèces de ce genre se rencontrent en Océanie et en Amérique.

## Liste des espèces
Selon Checklist of the Collembola of the World (version du 18 décembre 2019) :
- Paronellides (Paronellides) Schött, 1925
  - Paronellides alticolus (Arlé, 1939)
  - Paronellides dandenongensis (Womersley, 1934)
  - Paronellides lineatus (Womersley, 1934)
  - Paronellides maculatus (Womersley, 1936)
  - Paronellides mjobergi (Schött, 1917)
  - Paronellides novaezealandiae Salmon, 1941
  - Paronellides oliveri (Salmon, 1944)
  - Paronellides praefectus Zhang, Ma & Greenslade, 2017
  - Paronellides tasmaniae (Womersley, 1936)
  - Paronellides tristriatus (Womersley, 1937)
- Paronellides (Pseudoparonellides) Salmon, 1941
  - Paronellides badius Salmon, 1941
  - Paronellides cryptodontus Salmon, 1944

## Publication originale
- Schött, 1925 : Collembola from Mt. Murud and Mt. Dulit in Northern Sarawak. Sarawak Museum Journal, vol. 3, p. 107-127 (texte intégral).